# Pluguffan
Pluguffan (bret. Pluguen) – miejscowość i gmina we Francji, w regionie Bretania, w departamencie Finistère.
Według danych na rok 1990 gminę zamieszkiwało 3238 osób, a gęstość zaludnienia wynosiła 101 osób/km² (wśród 1269 gmin Bretanii Pluguffan plasuje się na 161. miejscu pod względem liczby ludności, natomiast pod względem powierzchni na miejscu 244.).